# Phyllachora brosimi
Phyllachora brosimi är en svampart som beskrevs av Bat. & J.L. Bezerra 1964. Phyllachora brosimi ingår i släktet Phyllachora och familjen Phyllachoraceae.   Inga underarter finns listade i Catalogue of Life.